# Capella Tower
Capella Tower (někdy také 225 South Sixth) je mrakodrap v Minneapolis. Má 56 podlaží a výšku 237 metrů, je tak 2. nejvyšší mrakodrap ve městě. Výstavba probíhala v letech 1989 – 1992 a za designem budovy stojí firma HKS, Inc.